# DeAndre Jordan
Hyland DeAndre Jordan, Jr. (ur. 21 lipca 1988 w Houston) – amerykański koszykarz grający na pozycji środkowego, mistrz olimpijski z 2016, obecnie zawodnik Denver Nuggets. 
Przez rok występował w uniwersyteckiej drużynie koszykarskiej, Texas A&M Aggies. Został wybrany w drafcie 2008, w drugiej rundzie, z numerem 35 przez Clippers. 11 grudnia 2011 zaakceptował ofertę  4-letniej umowy od Golden State Warriors wynoszącą 43 miliony dolarów, jednak dzień później władze Clippers zdecydowały się wyrównać tę ofertę, przez co Jordan pozostał w zespole z Kalifornii.
6 lipca 2018 podpisał umowę z Dallas Mavericks.
31 stycznia 2019 trafił w wyniku wymiany do New York Knicks. 6 lipca został zawodnikiem Brooklyn Nets.
3 września 2021 został wytransferowany do Detroit Pistons. 7 września został zwolniony. Dwa dni później dołączył do Los Angeles Lakers. 1 marca 2022 opuścił klub. 3 marca 2022 zawarł umowę do końca sezonu z Philadelphia 76ers. 12 lipca 2022 podpisał kontrakt z Denver Nuggets.

## Życie prywatne
Jordan jest chrześcijaninem. Jordan często się modli i mówił o swojej wierze, mówiąc: „Znam moją relację z Chrystusem i wiem, co dla mnie zrobił, i to jest to, na czym bazuję”. Jordan ma wiele tatuaży, m.in. z cytatami z Ewangelii Mateusza 5:4-5 na swojej klatce piersiowej, krzyż chrześcijański na lewym ramieniu, Modlitwa o pogodę ducha oraz własne przesłanie mówiące: „Dziękuję Bogu za dar, który mi dał. Będę czcił, poświęcał się i dedykował mojemu talentowi. Wiem skąd pochodzę, ale wiem dokąd zmierzam” na prawym ramieniu, oraz cytat z Listu do Filipian z modlącymi się rękoma i napisem "G.W.O.M" (God Watch Over Me) na brzuchu.
W 2018 Jordan przeszedł na weganizm. Prowadził program kulinarny promujący kuchnię wegańską o nazwie „Cooking Clean”.
Jego młodszy brat, Avery Jordan, został profesjonalnym zawodnikiem futbolu amerykańskiego w Canadian Football League.

## Osiągnięcia
Stan na 21 czerwca 2023.

### NCAA
- Uczestnik turnieju NCAA (2008)
- Zaliczony do I składu debiutantów konferencji Big-12 (2008)[16]

### NBA
- Mistrz NBA (2023)[17]
- Zaliczony do:
  - I składu:
    - NBA (2016)
    - defensywnego NBA (2015, 2016)[18]

  - III składu NBA (2015, 2017)[19]
- Uczestnik:
  - meczu gwiazd NBA (2017)
  - konkursu wsadów NBA (2017)[20]
- Lider:
  - sezonu regularnego w:
    - zbiórkach (2014, 2015)[21]
    - skuteczności rzutów z gry (2013–2017)[22]

  - play-off w:
    - średniej zbiórek (2016, 2017)[23]
    - skuteczności rzutów z gry (2014, 2015)[24]

### Reprezentacja
- Mistrz olimpijski (2016)[25]
- Wicemistrz świata U-19 (2007)[26]